# パトリシア・オブ・コノート

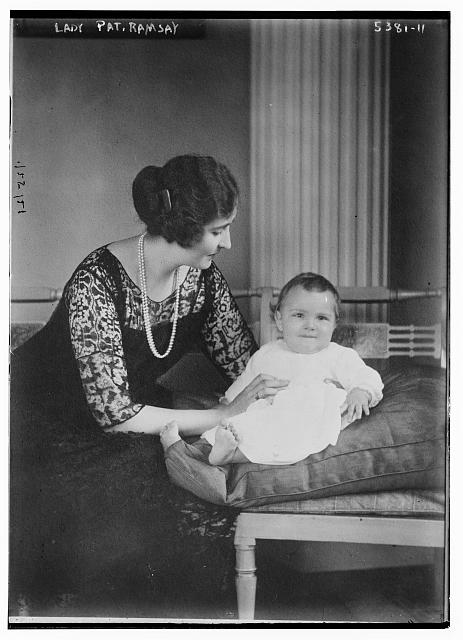
パトリシアと息子のアレグザンダー、1921年頃

パトリシア・オブ・コノート（Princess Patricia of Connaught, 1886年3月17日 - 1974年1月12日）は、イギリスの王族。全名はヴィクトリア・パトリシア・ヘレナ・エリザベス（Victoria Patricia Helena Elizabeth）。愛称はパッツィ(Patsy)。ヴィクトリア女王の孫娘の一人。後にアレグザンダー・ラムジーとの結婚によってイギリス王女の称号と「Her Royal Highness」の敬称を放棄し、単にレディ・パトリシア・ラムジー（Lady Patricia Ramsay）と名乗った。

## 生涯
パトリシアは1886年3月17日、聖パトリックの祝日にロンドンのバッキンガム宮殿で生まれた。父はヴィクトリア女王の三男であるコノート公およびストラサーン公アーサー、母はプロイセン王女ルイーゼ・マルガレーテである。姉のマーガレットはのちにスウェーデン王太子妃となった。
パトリシアは世界中のあちこちを旅しながら少女時代を過ごした。父コノート公爵がインドで軍務に就くと、パトリシアは父に従って2年間インドで暮らした。1911年に父がカナダ総督に就任すると、パトリシアはやはり両親についてカナダに赴き、同国で大きな人気を得た。1914年に創設されたパトリシア王女カナダ軽騎兵連隊はパトリシアの名前にちなむものだったが、パトリシアは1918年2月22日に同連隊の連隊長に就任し、終身その職にあった。パトリシアは自ら連隊のバッジと制服の色を考案し、そのためにフランスまで出かけている。パトリシアは連隊長として、亡くなるまで積極的に活動を続けた。パトリシアの死後、後任の連隊長となったのは遠縁で名付け子のパトリシア・ナッチブル（後のマウントバッテン・オブ・バーマ女伯爵）であった。
パトリシアの結婚問題はエドワード時代の人々の大きな関心事の一つだった。彼女の花婿候補にはスペイン王アルフォンソ13世、ポルトガル王子マヌエル、メクレンブルク＝シュトレーリッツ大公世子アドルフ・フリードリヒ、ロシア皇帝ニコライ2世の弟ミハイル・アレクサンドロヴィチ大公など、錚々たる諸外国の王侯の名前が挙がっていた。
しかし結局、パトリシアが伴侶に選んだのは王家の血筋を引くプリンスではなかった。彼女は父の副官で、スコットランド貴族の第13代ダルハウジー伯爵の三男であるアレグザンダー・ラムジー（1887年 - 1972年）を結婚相手に選んだ。ラムジーは後に海軍提督にまで昇進している。2人は1919年2月27日にウェストミンスター大聖堂で結婚式を挙げた。パトリシアは自発的にイギリス王族としての称号と敬称を放棄し、以後は単にレディ・パトリシア・ラムジーとだけ名乗り、宮中席次ではイングランド王国侯爵の直前の位置に甘んじた。夫妻のあいだには一人息子アレグザンダー（1919年 - 2000年）が生まれた。
王族の身分を放棄した後も、パトリシアはイギリス王室の一員であり続け、王位継承権も保持していた。彼女は王室の主な冠婚葬祭には必ず出席し、1937年のジョージ6世の戴冠式、1953年のエリザベス2世の戴冠式にも列席している。
パトリシアは熟達した水彩画専門の画家であり、1959年には王立水彩画家協会の名誉会員となった。パトリシアの作品の多くは熱帯地方での旅行で見た風景に着想をえたもので、彼女はポール・ゴーギャンやフィンセント・ファン・ゴッホに影響を受けていた。パトリシアはサリー州、ウィンドルサムのリブスデン・ホルトで亡くなった。